# Marianinha-amarela
Tiraninho-amarelo ou marianinha-amarela (Capsiempis flaveola) é uma espécie de ave passeriforme da família Tyrannidae que vive nas Américas Central e do Sul, desde Nicarágua até o nordeste da Argentina e o sudeste do Brasil. É o único membro do gênero Capsiempis, sua taxonomia tem sido instável e já foi colocada anteriormente em pelo menos três gêneros.

## Taxonomia
A marianinha-amarela era anteriormente incluída no gênero Phylloscartes, porém evidências de crânio e siringe sugerem outras relações dentro da família Tyrannidae.
Os amplos estudos genético-moleculares realizados por Tello et al. (2009) descobriram uma grande quantidade de novas relações dentro da família Tyrannidae que, no entanto, não estão refletidas na maioria das classificações. Seguindo estes estudos, Ohlson et al. (2013) propuseram a divisão da família Tyrannidae em cinco. De acordo com essa proposta, Capsiempis permanece em Tyrannidae, na subfamilia Elaeniinae, na tribo Elaeniini, junto a Elaenia, Tyrannulus, Myiopagis, Suiriri, Serpophaga, parte de Phyllomyias, Phaeomyias, Nesotriccus, Pseudelaenia, Mecocerculus leucophrys, Anairetes, Polystictus, Culicivora e Pseudocolopteryx.

### Subespécies
Segundo as classificações do Congresso Ornitológico Internacional (IOC) e Clements Checklist v.2017, são reconhecidas 5 subespécies, com sua correspondente distribuição geográfica:
- Capsiempis flaveola semiflava (Lawrence, 1865) - sul de Nicarágua para o sul até o leste do Panamá, incluindo a Ilha Coiba.
- Capsiempis flaveola leucophrys Berlepsch, 1907 – centro-norte da Colômbia (Sucre para o leste até o vale do Rio  Magdalena) e noroeste da Venezuela (base da Sierra de Perijá para o sul até Táchira e oeste de Mérida, e sudoeste de Lara).
- Capsiempis flaveola magnirostris Hartert, 1898 - sudoeste do Equador (Pichincha para o sul até Guayas e El Oro).
- Capsiempis flaveola cerula Wetmore, 1939 - localmente ao leste dos Andes na Colômbia, Venezuela, Guianas, norte de Brasil (leste do Amazonas e Rio Branco para o leste até o Amapá), leste do Equador, sudeste do Peru e norte da Bolívia.
- Capsiempis flaveola flaveola (Lichtenstein, 1823) - leste da Bolívia (norte de Santa Cruz) para o leste até leste e sudeste do Brasil (Pernambuco a Rio Grande do Sul), leste do Paraguai e nordeste da Argentina (Misiones).

A subespécie proposta por Zimmer em 1955, C. f. amazonus, que ocorreria nas Guianas e no norte do Brasil, descrita com base em alguns poucos espécimes, parece não ser claramente distinguível de cerula em um maior número de espécimes, e está incluída nesta.

### Etimologia
O nome do gênero “Capsiempis” deriva do grego “kaptō, kapsō”: engolir e “empis, empidos”: mosquito; significando “que engole mosquitos”; e o nome da espécie “flaveola”, tem origen no latim “flaveolus”: amarelado.

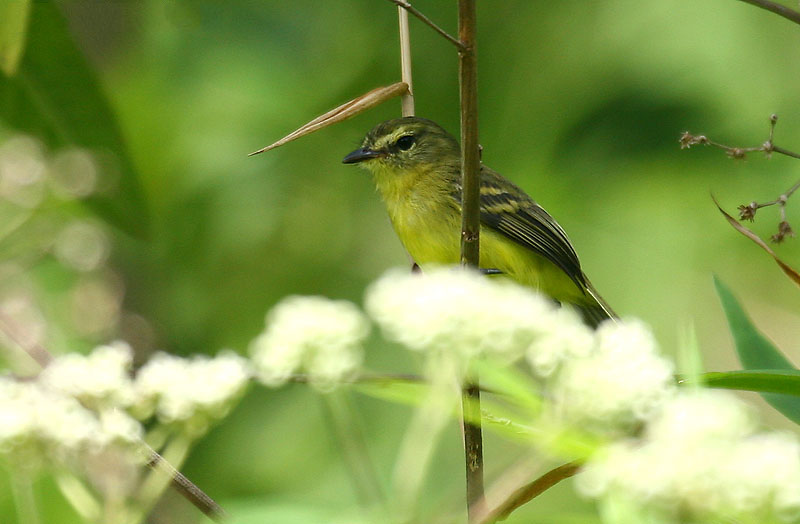

## Descrição

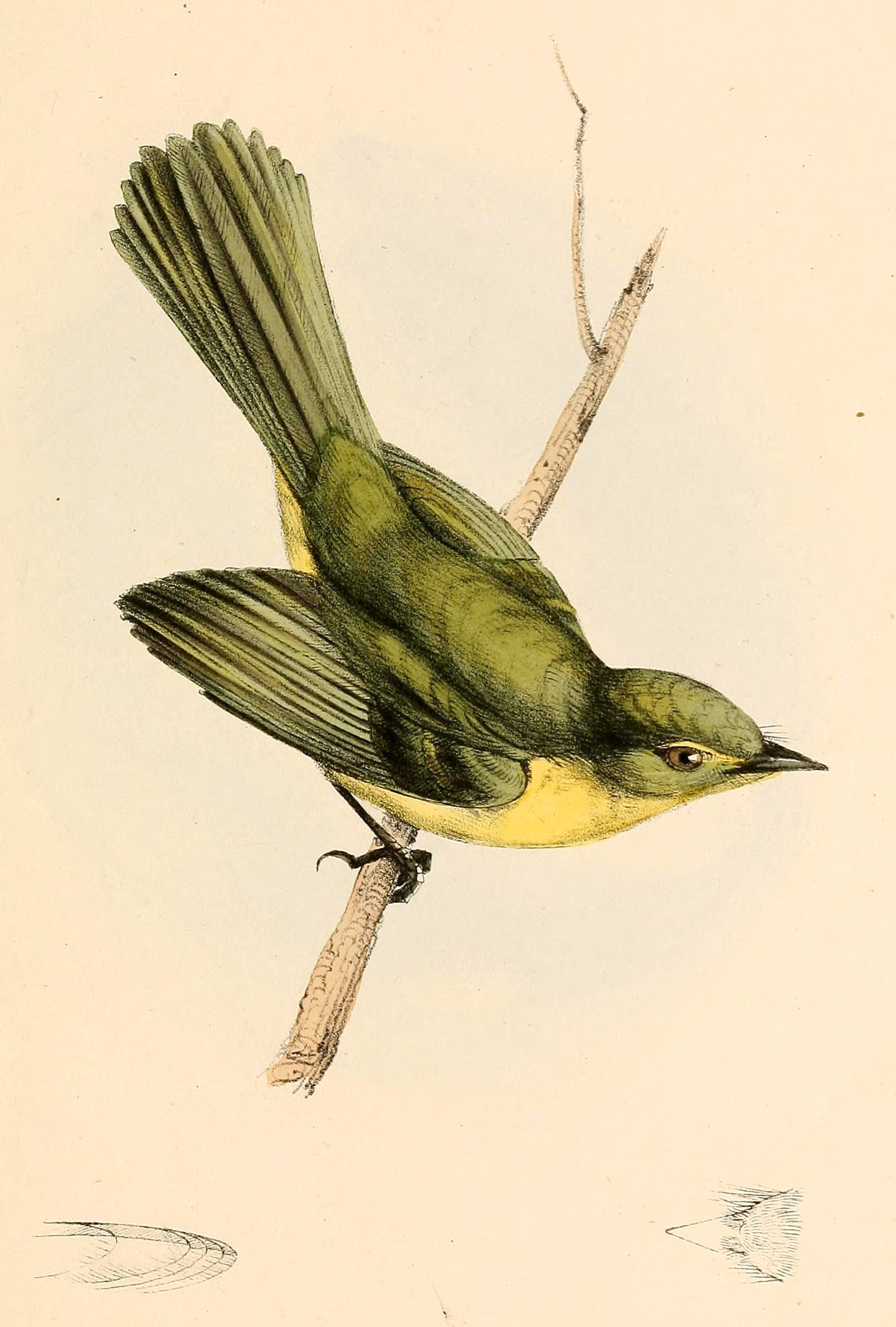
Capsiempis flaveola, ilustração de Swainson, 1841.

A marianinha-amarela mede entre 10,5 e 11,4 cm de comprimento e pesa cerca de de 8  g. Tem um bico muito fino de formato semelhantes aos de um pequeno Vireo ou de mariquitas. É verde-oliva pro cima e amarelo-intenos por baixo. Apresenta uma listras superciliares esbranquiçadas ou amrelo-pálidas. As asas e a cauda são de coloração marrom-escura com penas com extremidades amarelas e duas faixas amareladas na cauda. Machose fêmea são semelhantes, mas os juvenis são mais amarronzados por cima e tem a coloração amarela mais pálida.

## Distribuição e habitat
Sua área de distribuição se estende  através das Américas do Sul e Central. Está presente em Argentina, Bolívia, Brasil, Colômbia, Costa Rica, Equador, Guiana Francesa, Guiana, Nicarágua, Panamá, Paraguai, Peru, Suriname e Venezuela.
Esta espécie ocorre em áreas de mata, bordas de floresta e próximo a rios, vegetação secundária densa e gramíneas ou clareiras arbustivas.

## Comportamento

### Alimentação
A marianinha-amarela é um pássaro ativo que é geralmente visto em pares ou grupos familiares, alimentando-se de insetos, aranhas e pequenas bagas. Geralmente pegam suas presas nas folhas das árvores.

### Reprodução
Constrói ninhos em forma de tigela com fibras de plantas e folhas de grama, forrados na parte externa com musgo. Eles os colocam em alturas entre 2–7 m em árvores, arbustos e campos de milho. Geralmente são postos dois ovos brancos, na maioria das vezes sem manchas ou com manchas marrom-avermelhadas claras.